# Art islàmic a Portugal

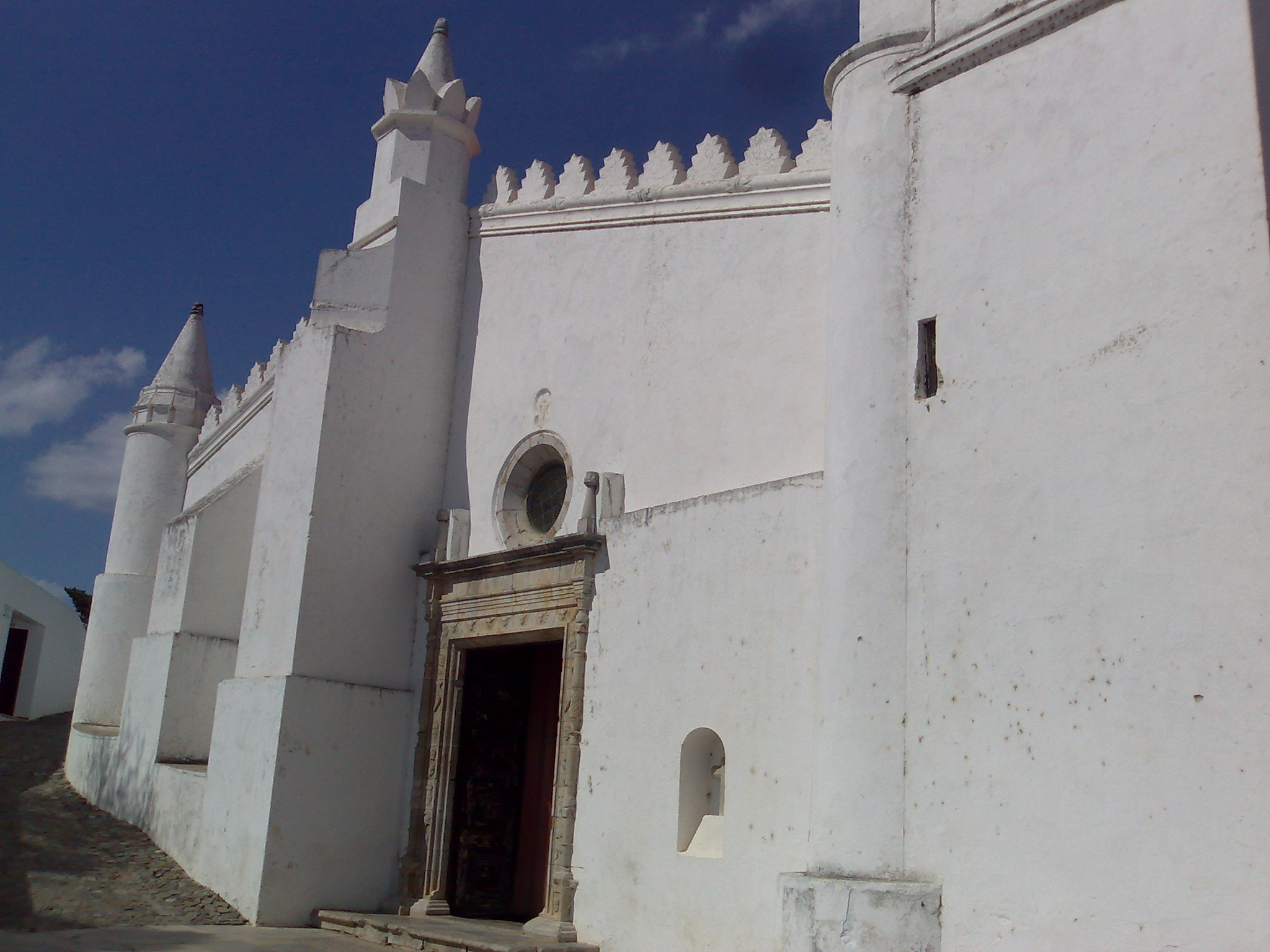
Església de Nossa Senhora da Anunciação, antiga mesquita de Mértola

L'art islàmic a Portugal es va desenvolupar arran de l'ocupació musulmana del país (712-1249).

## Art islàmic
El terme art islàmic es refereix a la unitat creativa d'un art i una arquitectura pròpies d'una civilització de gran extensió geogràfica.
En els primers temps de l'islam va sorgir un art ric i variat basat en la tradició clàssica, en l'art romà d'Orient, persa i d'altres pobles orientals conquerits. L'originalitat de les estructures arquitectòniques i dels motius ornamentals creà un art propi, típicament musulmà.
L'ornamentació és, sens dubte, un dels aspectes que més va contribuir a la unificació de l'art islàmic. La gran profusió de superfícies decorades fa que les estructures queden parcialment amagades, un fenomen conegut com a horror vacui. La repetició de motius -geomètrics, cosmològics, la cal·ligrafia i motius d'origen vegetal estilitzats- i la combinació de materials i textures creen un efecte tridimensional que confereix als edificis una aura de misteri i harmonia, en què participen igualment la llum i l'aigua. Altres elements decoratius característics en són els adorns d'estuc treballat.
El rebuig de qualsevol imatge figurativa (aniconisme) és també característic de l'art islàmic. Es deu al perill d'idolatria, o siga, de la veneració d'imatges que simbolitzen éssers d'un altre món. Els motius figuratius, però, sí que apareixen sovint en objectes domèstics.
En l'arquitectura destaquen els edificis de caràcter religiós, les mesquites, l'origen de les quals és la casa del profeta Mahoma. Les primeres estructures d'ordre religiós apareixen després del desplaçament del centre del poder de Medina a Damasc i Jerusalem: la Cúpula de la Roca, a Jerusalem, i també la Mesquita de Damasc. Quasi totes les mesquites s'orienten a la Meca, tenen un mihrab on l'imam dirigeix la litúrgia; també contenen un minaret on el muetzí convoca l'oració cinc vegades al dia. Les mesquites enclouen un sector cobert (haram) i un altre de descobert (sahn). També en l'arquitectura residencial, les cases i els palaus tenen els seus espais organitzats a l'entorn de patis interiors.

## L'art islàmic a l'AlgarveAl-Àndalus

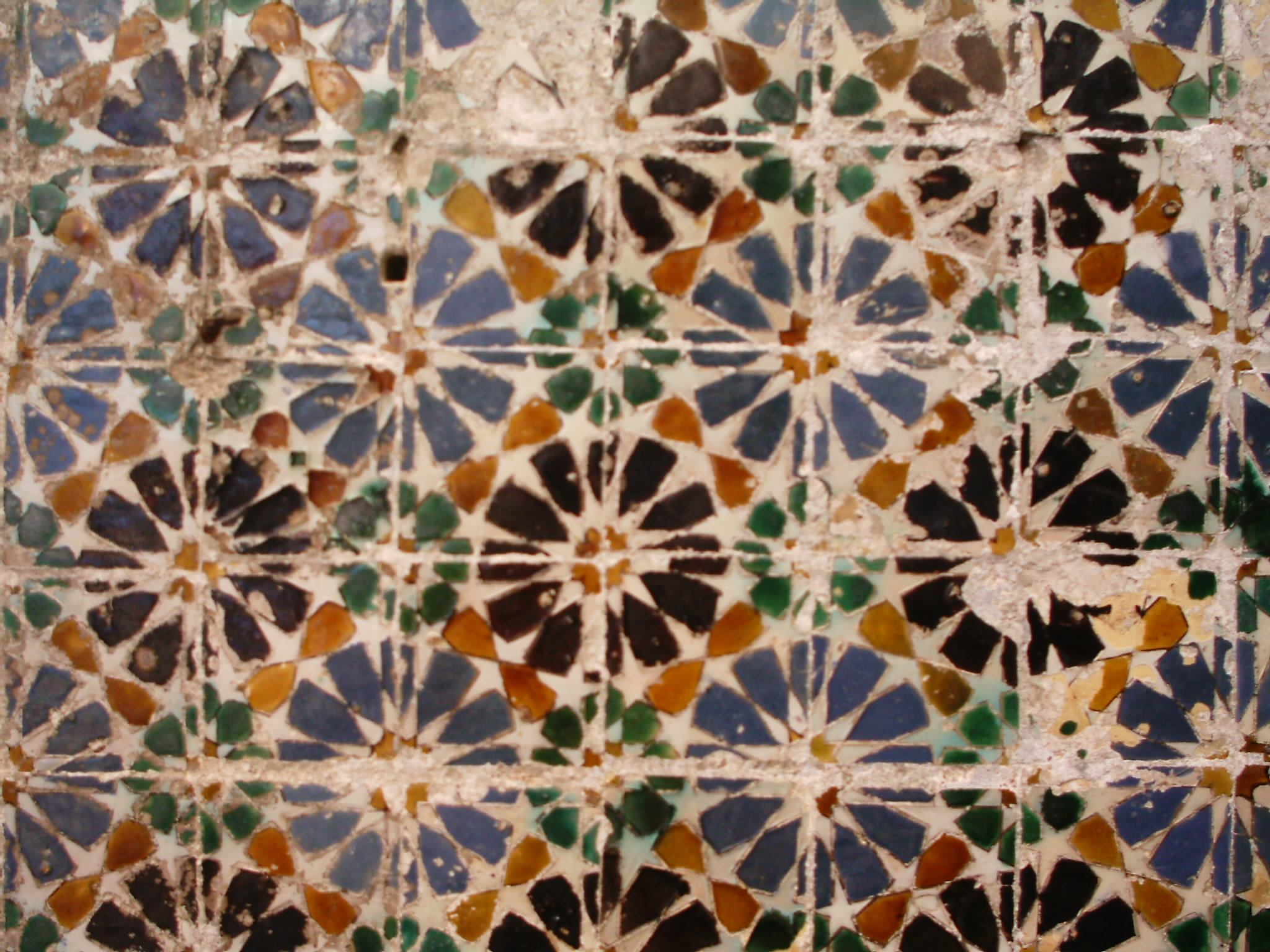
Palau Nacional de Sintra, Pati Central: detall de taulells amb marcada influència mudèjar

Amb el Califat de Còrdova, que es va mantenir fins al 1031, l'Al-Àndalus esdevingué el punt més important de l'Occident islàmic. S'hi crearen estils culturals molt característics a causa de la situació geogràfica del territori, pel contacte entre les cultures cristiana i musulmana i la influència dels conqueridors anteriors: romans i visigots.
L'art al Gharb al-Àndalus s'assemblava molt al de la resta de la península Ibèrica, tot i que els vestigis que ens han arribat no tinguen l'espectacularitat de Còrdova, Sevilla o Granada, a causa de la seua posició perifèrica en relació amb els grans centres de poder.
L'urbanisme, l'arquitectura, tant civil com militar i religiosa, i els objectes d'ús quotidià, van ser els camps artístics més desenvolupats en l'art islàmic de l'Algarve d'Al-Àndalus.
L'arc de ferradura, d'influència visigòtica, és sens dubte una imatge característica de la civilització musulmana a Portugal i la resta de la península Ibèrica. La seua imatge, unida als monuments civils i religiosos més importants, es confondrà aviat, de manera definitiva, amb l'art islàmic.
La pintura i l'escultura a penes s'hi desenvoluparen, per qüestions religioses, tret de les arts decoratives, amb el fi d'adornar edificis i objectes. Són notables els capitells de les columnes.
La ceràmica va tenir un paper molt important en la vida quotidiana de les alcassabes i alqueries islàmiques. Moltes de les formes i usos dels objectes produïts pels artesans de l'època perduraren fins als nostres temps.

## Urbanisme

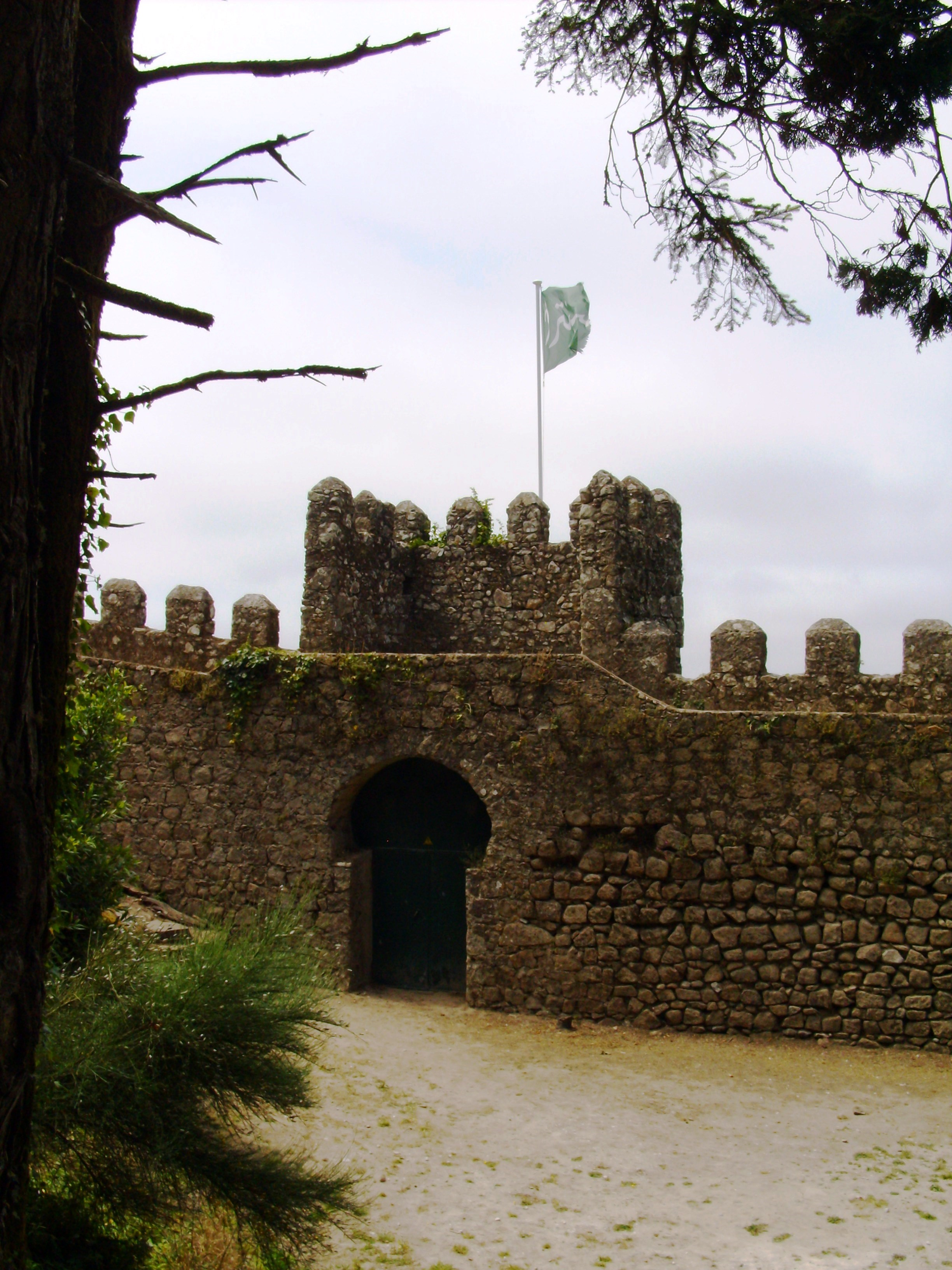
Porta islàmica del castell dels Mouros (Sintra), després de la invasió musulmana del segle VIII

Les ciutats islàmiques se situaven en punts estratègics de l'Algarve Al-Àndalus, dominant, en general, importants cursos d'aigua, com ara: Al-Uśbuna (Lisboa), Santarin (Santarém), Kulūmriyya (Coïmbra), Mārtula (Mértola) o Xilb (Silves). Les ciutats islàmiques reaprofitaren espais, estructures i materials del període romà.
En l'alcassaba fortificada es trobava l'alcàsser, amb funcions exclusivament militars, i una zona residencial, on hi havia el palau, les dependències de la cort i les residències de militars i operaris relacionats amb el palau.
Els ravals eren una mena de suburbis, zones residencials situades fora muralla.
En les ciutats més grans hi havia la medina, on es trobaven els principals edificis públics, tant polítics com religiosos, entre els quals l'aljama – mesquita principal de la ciutat. La medina era envoltada per una muralla o tanca, que la separava dels ravals. L'entrada a la medina era solament possible durant el dia, perquè de nit la porta se'n tancava.
Als barris residencials, les cases eixien als adarbs –carrers laberíntics i sinuosos– que sovint eren culs de sac. Les cases eren tenien poques obertures a l'exterior, per protegir la intimitat familiar.
De la ciutat depenien directament els camps i hortes circumdants, que diàriament n'abastien els mercats, i també alguns poblats rurals –les alqueries. L'alqueria podia ser un poblat únic, fortificat o no, o podia agrupar petits poblats, que tenien un perímetre fortificat on podien guardar el ramat en cas de perill. El primer tipus d'alqueria única existeix sobretot a l'Alt Alentejo. El segon tipus d'alqueria, amb petits poblats associats, existeix més predominantment al Baix Alentejo i Algarve.

## Arquitectura
En l'arquitectura islàmica s'adoptaren diverses solucions i tècniques constructives per resoldre problemes d'ordre estructural dels edificis. Els arcs hi ocupen un lloc important. Les arcades amb columnes amb capitells, a vegades ricament treballats, foren una de les solucions estructurals també emprades.
Pocs arcs en ferradura a Portugal han resistit fins hui: a la Porta de la Vila de Faro, un dels accessos a la medina d'Elvas, en quatre portes de la Mesquita de Mértola es troben encara alguns d'aquests arcs en molt bon estat de conservació. Respecte als capitells, tot i que molts n'han arribat als nostres dies, es presenten fora del context inicial.
Les parets d'argila foren també importants com a material de construcció de moltes estructures, i a vegades s'intercalava amb pilars de maçoneria. En el cas de les parets més pobres, el revestiment amb calç era essencial per a la durada de l'obra.